# Raffaella Lebboroni
Raffaella Lebboroni (Bologna, 10 giugno 1961) è un'attrice italiana.

## Biografia
Nasce a Bologna, da una famiglia marchigiana, nel capoluogo emiliano frequenta l'Accademia dell'Antoniano diplomandosi nel 1988. Nel 1992 sposa lo sceneggiatore e regista Francesco Bruni nonché madre del rapper Arturo Bruni (in arte Side Baby).
Attrice versatile e carismatica anche nei ruoli secondari, la si ricorda anche in Il muro di gomma di Marco Risi e La vita è bella di Roberto Benigni. Ha anche recitato nel film di Paolo Virzì Ferie d'agosto (1996) e in quello di Carlo Virzì L'estate del mio primo bacio (2006). Tra i suoi altri film Il mattino ha l'oro in bocca di Francesco Patierno, con Elio Germano e Laura Chiatti, e Scialla! (Stai sereno), commedia diretta dal marito Francesco Bruni, che la vorrà anche in Noi 4 (2014) e Tutto quello che vuoi (2017). Nel 2019 fa parte del cast de Il traditore di Marco Bellocchio; nel 2020 è nel film di Francesco Bruni Cosa sarà. Ritorna a lavorare con Paolo Virzì nel sequel Un altro ferragosto (2024).

## Filmografia

### Cinema
- Musica per vecchi animali, regia di Stefano Benni e Umberto Angelucci (1989)
- Il muro di gomma, regia di Marco Risi (1991)
- Bonus Malus, regia di Vito Zagarrio (1993)
- Caro diario, regia di Nanni Moretti (1993)
- Perdiamoci di vista, regia di Carlo Verdone (1994)
- La vera vita di Antonio H., regia di Enzo Monteleone (1994)
- La bella vita, regia di Paolo Virzì (1994)
- Come due coccodrilli, regia di Giacomo Campiotti (1994)
- Ferie d'agosto, regia di Paolo Virzì (1996)
- Un paradiso di bugie, regia di Stefania Casini (1997)
- La vita è bella, regia di Roberto Benigni (1997)
- L'albero delle pere, regia di Francesca Archibugi (1998)
- La parola amore esiste, regia di Mimmo Calopresti (1998)
- Preferisco il rumore del mare, regia di Mimmo Calopresti (2000)
- Ma che colpa abbiamo noi, regia di Carlo Verdone (2003)
- Caterina va in città, regia di Paolo Virzì (2003)
- L'amore è eterno finché dura, regia di Carlo Verdone (2004)
- 4-4-2 - Il gioco più bello del mondo, regia di Roan Johnson segmento Il terzo portiere (2006)
- L'estate del mio primo bacio, regia di Carlo Virzì (2006)
- N (Io e Napoleone), regia di Paolo Virzì (2006)
- Il pugile e la ballerina, regia di Francesco Suriano (2007)
- Lezioni di volo, regia di Francesca Archibugi (2007)
- Non pensarci, regia di Gianni Zanasi (2007)
- Il mattino ha l'oro in bocca, regia di Francesco Patierno (2008)
- Scialla! (Stai sereno), regia di Francesco Bruni (2011)
- Noi 4, regia di Francesco Bruni (2014)
- Tutto quello che vuoi, regia di Francesco Bruni (2017)
- Il traditore, regia di Marco Bellocchio (2019)
- Cosa sarà, regia di Francesco Bruni (2020)
- Un altro ferragosto, regia di Paolo Virzì (2024)

### Televisione
- Un giorno fortunato, regia di Massimo Martelli – miniserie TV (1997)
- Qualcuno da amare – film TV (2000)
- Un ciclone in famiglia – serie TV (2007)
- Il commissario De Luca, regia di Antonio Frazzi – miniserie TV (2008)
- Non pensarci, la serie – serie TV (2009)
- I liceali – serie TV (2009)
- 1992 – serie TV (2015)
- La linea verticale – serie TV (2018)
- L'ispettore Coliandro - serie TV, stagione 8, episodio Il Fantasma (2021)
- Tutto chiede salvezza – serie TV (2022-2024)

## Teatro
- I dialoghi delle Carmelitane di Francis Poulenc, regia Luca Ronconi, Teatro Storchi, Modena, stagione 1987-1988[1]